# Championnat du pays de Galles féminin de football
Le championnat du pays de Galles de football féminin (Welsh Premier Women's Football League) est une compétition de football féminin opposant les neuf meilleurs clubs du pays de Galles. 
La compétition créée en 2009, est qualificative pour la Ligue des champions féminine de l'UEFA. Jusqu’alors le pays de Galles n’organisait pas de championnat national. C’est la coupe du pays de Galles de football féminin qui représentait le plus haut niveau du football féminin dans le pays et qui donnait un accès à la compétition européenne.

## Palmarès
| Saison    | Champion     |
| --------- | ------------ |
| 2009-2010 | Swansea City |
| 2010-2011 | Swansea City |
| 2011-2012 | UWIC Ladies  |
| 2012-2013 | Cardiff City |
| 2013-2014 | Cardiff Met  |
| 2014-2015 | Cardiff Met  |
| 2015-2016 | Cardiff Met  |
| 2016-2017 | Swansea City |
| 2017-2018 | Cardiff Met  |
| 2018-2019 | Cardiff Met  |
| 2019-2020 | Swansea City |
| 2020-2021 | Swansea City |
| 2021-2022 | Swansea City |
| 2022-2023 | Cardiff City |
| 2023-2024 | Cardiff City |
| 2024-2025 | Cardiff City |

| Club         | Titres |
| ------------ | ------ |
| Cardiff Met  | 6      |
| Swansea City | 6      |
| Cardiff City | 4      |